# Éric Robidoux
Éric Robidoux (né à Lacolle en 1981) est un acteur québécois.

## Biographie
Éric Robidoux a complété sa formation de comédien à l’École nationale de théâtre du Canada en 2005. Depuis, il a autant travaillé en danse qu’en théâtre. Créateur important, il est mis à contribution dans plusieurs collaborations avec des chorégraphes comme Estelle Clareton, Dave St-Pierre et Frédéric Gravel, ainsi qu’avec de nombreux metteurs en scène tels que Christian Lapointe et Robert Lepage, pour ne nommer que ceux-là. Il a également travaillé avec des créateurs multidisciplinaires comme Victor Pilon et Michel Lemieux. 
Depuis 2010, Éric a évolué dans plus d’une dizaine de créations théâtrales, dont Ainsi parlait (Étienne Lepage, Frédéric Gravel), Sepsis, Oxygène, Pelléas et Mélisandre (Christian Lapointe), Jocaste Reine (Lorraine Pintal), Les flâneurs célestes (Jean-Simon Traversy), Un tramway nommé désir (Serge Denoncourt), Judy Garland, la fin d’une étoile (Michel Poirier) et Britannicus (Florent Siaud). 
En plus d’avoir participé au projet exploratoire et multidisciplinaire Séances, on a pu voir Éric au grand écran dans Love Project, le long métrage de Carole Laure, puis dans L'Amour au temps de la guerre civile de Rodrigue Jean et dans Il pleuvait des oiseaux de Louise Archambault. Il a multiplié les rôles dans différentes séries télévisées dont Les beaux malaises (TVA), Mon ex à moi II (Série +), Marche à l’ombre (Super Écran), Fatale-Station (SRC), L'Échappée (TVA), O' (TVA), Faits divers (série télévisée) (SRC), 5e rang (série télévisée) (SRC) et Alertes (TVA).

## Filmographie

### Cinéma
- 2010 : Félix: Cascadeur de Jean-François Leblanc : Adam
- 2014 : L'Amour au temps de la guerre civile de Rodrigue Jean : Éric
- 2014 : Love Projet de Carole Laure : Marc
- 2015 : La Chambre interdite ("Séances") de Guy Maddin et Evan Johnson : Dr Xiao
- 2017 : Pieds nus dans l'aube de Francis Leclerc : Napoléon
- 2019 : Il pleuvait des oiseaux de Louise Archambault : Steve[2]
- 2024 : Vil et misérable de Jean-François Leblanc : Marc

### Télévision
- 2013 : 30 vies : Luc
- 2015 : Mon ex à moi : Josh
- 2015 : Les Beaux Malaises : Philippe, le donateur
- 2015 - 2017 : Marche à l'ombre : Tom Favreau
- 2016 : L'Échappée (série télévisée) : Daniel Laplante
- 2016 : Fatale-Station (minisérie) : Corbeau
- 2018 - 2019 : O' : Renaud
- 2019 : Cheval-Serpent (minisérie) : Christian
- 2019 - 2023 : 5e rang (série télévisée) : Guillaume Lamoureux
- 2020 : Faits divers (série télévisée) : Kevin Fontaine
- 2020 : Pour toujours, plus un jour : Fabrice Ospina
- 2020 : Edgar : Edgar Aquin
- 2021 - 2023 : Alertes : Hugo Champagne
- 2022 : Cerebrum : Christian Sirois
- 2022 : Motel Paradis (minisérie) : Carl, musicien
- 2022 - 2023 : Indéfendable : Laurent Bissonnette
- 2023 : Mégantic : Daniel Lamarre, un rescapé du Musi-Café
- 2023 : Désobéir : le choix de Chantale Daigle : avocat de la défense

## Théâtre
- 2005 : Le Baron de Münchausen / M. Gallimard / Hugo Bélanger / Théâtre Tout à trac
- 2008 : Théâtre tout court II / Le prof d'édu / Absolu Théâtre
- 2009 : Tentatives / Lui / Jérémie Niel / Abé Carré Cé Carré
- 2010 : Beaucoup de bruit pour rien / Boris / René Richard Cyr / Théâtre du Nouveau Monde
- 2010 : Le portier de la gare Windsor / Lui / Théâtre Singulier Pluriel
- 2010 : Concerto pour clavecin et chainsaw / Spectacle solo / Théâtre La Chapelle
- 2010 - 2011 : Der Ring / Siegfried, Wotan / Robert Lepage / Metropolitan Opera / Ex Machina
- 2010 - 2011 : Poésie, sandwichs et autres soirs qui penchent / Lecteur / Loui Maufette / Théâtre Il va sans dire
- 2011 : Jocaste / Oedipe : rôle dansé / Jullie Vincent / Théâtre Singulier Pluriel
- 2012 : Sepsis / E / Le Théâtre Péril / Recto-Verso / Christian Lapointe / Méduse (Québec) et La Chapelle
- 2012 - 2013 : Jocaste Reine / Polynice / Lorraine Pintal / Théâtre De La Bordée
- 2013 - 2014 : Ainsi parlait / Frédérick Gravel, Daniel Léveillée & Étienne Lepage / FTA
- 2013 - 2015 : Oxygène / Lui / Groupe La Veillée / Théâtre Prospéro
- 2014 : Cyrano de Bergerac / Cadet / Serge Denoncourt / Théâtre du Nouveau Monde
- 2014 : Dans les forêts de Sibérie / Pigeon international / Usine C
- 2014 - 2015 : Les flâneurs célestes / Kevin / Jean-Simon Traversy / LAB87 / Prospero / La Licorne / La Veillée
- 2015 : Judy Garland, la fin d'une étoile / Mickey / Michel Poirier / Compagnie Jean Duceppe
- 2015 - 2016 : Un tramway nommé désir / Stanley Kowaski / Serge Denoncourt / Espace Go
- 2016 : Sous la nuit solitaire / Homme / Trois Tristes Tigres
- 2016 : Pelléas et Mélisande / Pelléas / Recto-Verso / Théâtre du Nouveau Monde
- 2018 : Mélanie sans extasy / Hubert et Shri Yoga / Nicolas Gendron / Théâtre Prospero
- 2018 : Le reste vous le connaissez par le cinéma / Homme / Carte Blanche
- 2019 : Britannicus / Britannicus / Florent Siaud / Théâtre du Nouveau Monde
- 2022 - 2023 : Le roman de Monsieur Molière / Molière / Théâtre du Nouveau Monde et en tournée